# Mein Vater, der Schauspieler
Mein Vater, der Schauspieler ist ein deutsches Kinomelodram aus dem Jahre 1956 von Robert Siodmak mit O. W. Fischer, Hilde Krahl und Oliver Grimm als beider Sohn in den Hauptrollen.

## Handlung
Christine Behrendt ist bereits ein gefeierter Star am Schauspielhimmel, als sie ihren jüngeren Kollegen Wolfgang Ohlsen kennenlernt, fördert und schließlich heiratet. Beider Hochzeit ist ein gesellschaftliches Ereignis, und bald wird der Sohn Michael geboren. Es folgen noch einige gemeinsame Erfolge, dann aber beginnt Christines Stern zu sinken, weil sie den Filmproduzenten als Liebespartnerin Ohlsens zu alt erscheint. Ohlsen, nunmehr mit einer anderen Filmpartnerin an seiner Seite, avanciert zum Liebling des Publikums. Christine ist voll Eifersucht und traut ihrem schönen und begehrten Gatten nicht über den Weg. Sie wird misstrauisch, nimmt an, dass er ihr irgendwann untreu ist. Heimlich folgt sie ihm eines Tages, und ihr Verdacht scheint sich zu bestätigen, als sie Wolfgang mit einer anderen, deutlich jüngeren Dame in einer mutmaßlich verfänglichen Situation ertappt. Sie macht ihrem Ehemann eine gewaltige Szene und beschimpft ihn. Zum Abschluss schleudert sie eine Bemerkung heraus, der Wolfgang entnehmen muss, dass er möglicherweise gar nicht Michaels Vater ist. Dann braust Christine in ihrem Wagen davon. 
Zutiefst aufgewühlt verliert Christine bei hoher Geschwindigkeit auf dem Heimweg die Kontrolle über ihr Fahrzeug und verursacht einen schweren Autounfall, bei dem sie ums Leben kommt. Für Ohlsen bricht eine Welt zusammen. Er macht sich schwere Vorwürfe, für den Tod seiner Frau verantwortlich zu sein. Und dann ist da ja noch Christines Bemerkung zu Michael. Kann wirklich etwas dran sein, dass Michael nicht sein eigen Fleisch und Blut ist? Diese immer stärker an ihm nagenden Zweifel ertränkt Ohlsen im Alkohol, dessen Konsum bald über alle Maßen geht. Wolfgang Ohlsens Stern beginnt rapide zu sinken. Er wird unzuverlässig, beginnt zu lallen, ist unpünktlich, vergisst seinen Text. Daraufhin werden die Engagements immer seltener, sein Selbstvertrauen sinkt und er verliert seine Habe. Sein Kind hat er längst in ein Heim gegeben. Wolfgang sieht bald nur noch einen einzigen Ausweg, aus der Misere: den Freitod. Als der Schauspieler den Gashahn aufdrehen will, ist es sein kleiner Junge, der aus dem Heim zu Papa ausgerissen ist, ihn rettet und ihm zeigt, wie viel Wert das Leben und welche Verantwortung der Schauspieler für seinen Sohn hat.

## Produktionsnotizen
Die Dreharbeiten zu Mein Vater, der Schauspieler begannen am 6. Juni 1956 in den CCC-Studios in Berlin-Spandau und endeten Anfang August desselben Jahres. Der Film lief am 7. September 1956 sowohl in Berlins Marmorhaus als auch im Europa-Palast zu Düsseldorf an.
Hilde Krahl, die hier die ältere Gattin Fischers spielen soll, war in Wahrheit zwei Jahre jünger als er. Dem im Vorjahr durch Wenn der Vater mit dem Sohne zu frühem Filmruhm gekommenen, achtjährigen Kinderstar Oliver Grimm, der Krahls und Fischers Sohn spielt, wurde diese Rolle von seinem wirklichen Vater Hans Grimm, dem Autor der Storyvorlage, auf den Leib geschrieben.
Co-Autor Claus Hardt hatte auch die Produktionsleitung. Die Bauten entwarf Otto Erdmann, die von Wilhelm Vorwerg ausgeführt wurden. Die Kostüme stammen von Maria Brauner. Clemens Tütsch sorgte für den Ton. Heinz Pehlke und Klaus Werner assistierten Chefkameramann Kurt Hasse. 
Für die seit 1933 im Exil lebende und mittlerweile in Los Angeles ansässige deutsche Schauspielerin Hermine Sterler war dies ihre einzige deutsche Filmrolle seit 1933; für Peter Capell, einen weiteren Deutschland-Heimkehrer, wiederum der erste deutsche Film. Die Stummfilmveteranin Else Bötticher, die hier einen winzigen Auftritt als Garderobiere hatte, absolvierte in Mein Vater, der Schauspieler den letzten Filmauftritt. Die früheren Filmschauspielerinnen Gina Falckenberg und Maria Matray gaben hier ihr Debüt als Drehbuchautorinnen beim deutschen Kinofilm.

## Kritiken
„Das Drehbuch ist konfus wie selten – überall liegen die angebrochenen Motive unbeachtet umher. Der Regisseur Robert Siodmak konnte einige Komik und Rührung am Rande befestigen und die Kinderszenen (mit Oliver Grimm) vor der schlimmsten Schelmerei bewahren. Doch O. W. Fischer wütet ungehemmt, so daß jener schlichte Mitbürger im Film, der meint, der Star sei wohl "von einem Eichhörnchen benagt", hier jegliche Kritik vorwegnimmt.“

„Deutsches Familiendrama mit vielen Rühreffekten und ohne rechten Schluß.“

Im Lexikon des Internationalen Films heißt es: „Zwar routiniert inszenierte, doch substanzlose Unterhaltung mit allen erdenklichen Klischees und schwachen Schauspielerleistungen.“